# Marius Dugulescu
Marius Cristinel Dugulescu (n.22.05.1974) este un politician român, ales ca deputat in legislatura 2008-2012,  în colegiul uninominal 3 din circumscripția electorală 37 Timiș. Este fiul pastorului timișorean Petru Dugulescu, fost deputat PNȚCD între 1992-2000, un personaj cheie în revoluția anticomunistă din decembrie 1989 de la Timișoara.
Marius Cristinel Dugulescu a fost consilier județean la CJ Timiș, deputat in Parlamentul Romaniei in legislatura 2008-2012, iar in prezent este consilier municipal in Consiliul Local Timisoara.
Marius Cristinel Dugulescu a fost vicepreședintele Comisiei pentru drepturile omului, culte și minorități naționale din Camera Deputaților, membru în Comisia Parlamentară de Control a Revoluționarilor din Decembrie 1989 și presedintele Subcomisiei Parlamentare pentru Demnitate Umană.